# 巴爾蓋特河
50°17′48″N 10°22′18″E / 50.29657°N 10.37176°E
巴爾蓋特河（德語：Barget），是德國的河流，位於該國東南部，由巴伐利亞負責管轄，屬於法蘭克尼亞薩勒河的左支流，河道全長6公里，流域面積25平方公里。